# Морозов, Александр Валерьевич
Александр Валерьевич Морозов (р. 20 сентября 1966 года, Киев) — украинский финансист и политик, предприниматель, банкир
. Народный депутат Верховной рады Украины IV созыва (2002-2005). В 2005—2007 годах глава правления «Ощадбанка».

## Биография
Окончил КИНХ, где учился в 1983—1989 годах с перерывом на службу в армии в 1985—1987 годах (в Германии), экономист.
Как вспоминал сам А. Морозов, ещё в годы учёбы он стал учредителем студенческого кооператива «КиевСтудсервис», который затем был преобразован в хозяйственное предприятие при Киевском горкоме комсомола: "Так складывались обстоятельства, что я всегда занимался организацией финансирования... Потом наше предприятие стало акционерным обществом, мы начали сотрудничество с банками, стали учредителями «Аваля», «Ва-Банка»...".
Являлся заместителем главы правления, директором финансового департамента фирмы «Торговый дом».
В 1993 году заместитель председателя правления АБ «Брокбизнесбанк». 1993—1995 гг. — директор внешнеторгового филиала «Проминвестбанка».
В 1996—1998 гг. заместитель финансового директора, вице-президент Украинской государственной кредитно-инвестиционной компании.
1998—2000 гг. — член совета директоров Акционерной компании «Держінвест України».
В 2000—2001 годах внештатный советник премьер-министра Украины Виктора Ющенко — именно тогда, как отмечают, его имя стало известно широкой общественности. Взять его советником Ющенко, по словам Морозова, предложил Олег Рыбачук.
С 2001 года глава наблюдательного совета ЗАО «Гарант» (в дальнейшем — ЗАО «Европейский страховой альянс»).
В 2002—2005 годах народный депутат Верховной рады Украины IV созыва, был избран от Блока Виктора Ющенко «Наша Украина» (№ 50 в списке). Глава подкомитета по вопросам небанковских финансовых институтов Комитета Верховной Рады по вопросам финансов и банковской деятельности. Являлся финансовым директором в избирательном штабе «Нашей Украины» на парламентских выборах 2002. (О его близости с Ющенко и роли в выборных кампаниях упоминал Александр Зинченко.)
Во время президентских выборов 2004 года все три тура занимался партийной работой в Луганске.
По собственному утверждению, был единственным в своей фракции, кто в феврале 2005 года не голосовал за назначение Юлии Тимошенко премьер-министром.
Входил в президиум и политсовет партии «Наша Украина».
В 2005—2007 годах глава правления «Ощадбанка». В марте 2007 года был заменён на Анатолия Гулея. Его снятие с должности произошло с подачи братьев-«регионалов» Андрея и Сергея Клюевых, и, по его собственному заявлению, сделанному впоследствии, с прямого согласия Ющенко. Морозов с вердиктом совета не согласился и оспорил его в суде, спустя несколько месяцев между истцом и руководством банка было заключено мировое соглашение об отказе от взаимных претензий. Это произошло после назначения Морозова членом наблюдательного совета «Ощадбанка» по квоте президента.
С 2007 по июнь 2010 года глава «Укргазбанка», затем советник главы правления.
В 2006—2008 годах депутат Киевского горсовета от «Нашей Украины», член постоянной комиссии по вопросам бюджета и социально-экономического развития.
В 2007—2009 годах советник главы Киевской областной государственной администрации Веры Ульянченко.
Решением собрания наблюдательного совета «Брокбизнесбанк» 7 декабря 2011 г. утверждён на должность главы правления банка.
В дальнейшем работал председателем совета директоров банка «Форум».

## Семья
Женат, двое детей — дочери Вероника и Алевтина.
Его кумом является Николай Мартыненко.

## Высказывания
- «Я благодарен Ющенко точно так же, как благодарен Горбачёву за то, что он разрушил советскую систему координат»[7].
- Характеризовал себя как «человека достаточно либеральных экономических взглядов» (2005)[10].